# British Eighth Army
British Eighth Army, på svenska den Brittiska åttonde armén, var en brittisk armé under andra världskriget som sattes upp ifrån Western Desert Force i september 1941 och ställdes under befäl av generallöjtnant Sir Alan Cunningham. Den är kanske mest känd för sitt deltagande i striderna i Nordafrika och segern vid Slaget vid el-Alamein.

## Nordafrika
Den första offensiven armén deltog i var Operation Crusader som syftade till att pressa tillbaka Rommels Afrikakorps och undsätta den inneslutna garnisonen i Tobruk.

### Organisation
Arméns organisation den 23 oktober 1942.
- X Corps
  - 1st Armoured Division (Storbritannien)
  - 8th Armoured Division (Storbritannien)
  - 10th Armoured Division (Storbritannien)
- XIII Corps
  - 7th Armoured Division
  - 44th Infantry Division
  - 50th Infantry Division
- XXX Corps
  - 1st South African Infantry Division
  - 2nd New Zealand Infantry Division
  - 4th Indian Infantry Division
  - 9th Australian Infantry Division
  - 51st (Highland) Infantry Division

## Sicilien

### Organisation
- XIII Corps
  - 5th Infantry Division (Storbritannien)
  - 50th (Northumbrian) Infantry Division
  - 78th Infantry Division (Storbritannien)
  - 1st Airborne Division
  - 4th Armoured Brigade

- XXX Corps
  - 1st Canadian Infantry Division
  - 1st Canadian Tank Brigade
  - 51st (Highland) Infantry Division
  - 23rd Armoured Brigade
  - 231st Infantry Brigade